# Ефремово (Курбское сельское поселение)
Ефремово — деревня в Ярославском районе Ярославской области. Входит в состав Курбского сельского поселения.

## География
Находится в восточной части Ярославской области на расстоянии приблизительно 14 км на запад-юго-запад по прямой от вокзала станции Ярославль Главный.

## История
Деревня была отмечена ещё на карте 1798 года. В 1859 году здесь (сельцо Ярославского уезда Ярославской губернии) был учтен 21 двор, в 1898 — 28.

## Население
Численность населения: 101 человек (1859 год), 0 как в 2002 году, так и в 2010.